# Mnichovice (Kelet-prágai járás)
Mnichovice település Csehországban, a Kelet-prágai járásban. Mnichovice Struhařov, Ondřejov, Klokočná, Hrusice, Kunice, Strančice, Mirošovice és Všestary településekkel határos. Lakosainak száma 4095 fő (2024. január 1.).

## Népesség
A település lakosságának változását az alábbi diagram mutatja:
| Lakosok száma | 1182 | 1112 | 1588 | 2641 | 2236 | 3180 | 3524 | 3861 | 4156 | 4095 |
|               | 1869 | 1900 | 1921 | 1961 | 1980 | 2011 | 2016 | 2019 | 2021 | 2024 |